# クチキコオロギ
クチキコオロギ（学名：Duolandrevus ivani ）はコオロギに似た昆虫で、朽ち木の中にすんでいる。翅は短く、胴体の半分以上がはみ出している。

## 特徴
体長は24-29.5mmで、これはエンマコオロギよりやや大きい程度である。全身が暗褐色で絹のような微小な毛を全体に密生させている。頭部は丸みが強く、頭頂の突起は長さと幅がほぼ同じでその側面の縁は平行する。顔面はこの突起の下にあって強くくぼんでいる。複眼は多少とも前に突き出している。触覚はやや太めできわめて長い。前胸背は横長で前後の縁はどちらもほぼ直線状になっている。前翅は短く、雄ではほぼ正方形でその末端はほとんど直線的に真横に切れた形で終わり、背面部はほぼ淡黄色で基部に1つ大きな黒斑がある。また背面部は全体が発音部となっているが、発音鏡は明確でない。側面部は黒褐色で6本の縦脈が平行に走る。雌ではさらに小さくて全体に栗毛色で、末端部は内側に向けて斜めに切り取られた形で終わる。腹部は大きく、背面は扁平で、肛上板は短くて後方に向けて狭まっている。雄の亜生殖板は半円錐形。雌の産卵管は細長くて直線状に水平に伸びて後肢の腿節と同じ長さ。歩脚は太くて聴器は小円形で両側に開く。
別名にオオコバネコオロギ、コバネオオズコオロギがある。

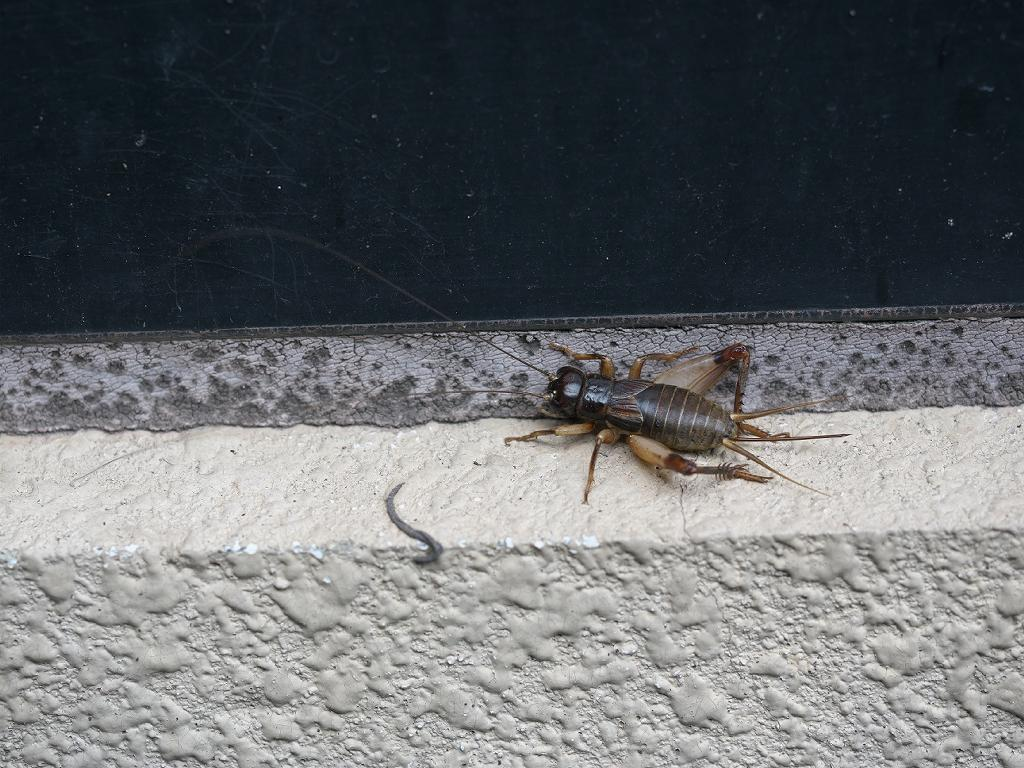
触角を含む全身像

## 生態など
樹上の腐った空洞や樹皮下に生息する。また土崖の隙間などにいることもあり、「ぐーぃ・ぐりーぃ」と間を開けて鳴く。昼間はそのような場所に隠れており、夜間には外に出て活動する。
普通は成虫が8月より羽化するが、雌が産卵するのは越冬して翌年になってのことである。成虫と幼虫はともにいることがあり、成虫になるのに2年以上かかるらしい。越冬の段階も決まってはおらず、年間を通じて成虫、幼虫が見られる。

## 分布
日本固有種。本州、四国、九州、伊豆諸島、対馬、奄美諸島、沖縄諸島に知られる。

## 分類
古くはコオロギ科として扱われたが、現在はコオロギ科が細分化された中、コオロギ科でなくマツムシ科に含められており、外部形態的にはコオロギ科のものに近いのだが、交尾器の構造などがマツムシ亜科やスズムシ亜科に近いという。
クチキコオロギ亜科には東南アジアを中心に32属あり、日本には本種の属するクチキコオロギ属のみが知られる。この属には17種あり、日本には本種を含めて4種が知られる。
- Duolandrevus クチキコオロギ属
  - D. guntheri ヤエヤマクチキコオロギ
  - D. ivani クチキコオロギ
  - D. major オガサワラクチキコオロギ
  - D. yonaguniensis ヨナグニクチキコオロギ

本種以外は和名で分かる様にオガサワラは小笠原諸島の、ヨナグニは与那国島の固有種で、ヤエヤマは石垣島、西表島に知られ、ただこの種は台湾にも分布があるが、いずれにせよ本種とは分布が重ならない。
なお、本種についても奄美諸島、沖縄諸島のものを区別してリュウキュウクチキコオロギとする説や伊豆のものを区別すべきとの説もある。

## 保護の状況
環境省のレッドデータブックには指定がないが、府県別では千葉県、愛知県、滋賀県、兵庫県で準絶滅危惧、福井県と京都府でも指定がある。ほぼ分布の北限位置の指定と見えるが、何れもさほどの危険は想定されていない様子である。